# Surinam Plastics Manufacturing
Surinam Plastics Manufacturing N.V. is een plastic fabriek in Paramaribo, Suriname. Uit plastic grondstof produceert het bedrijf het halffabricaat plastic rollen en blanco en bedrukte plastic zakken. Eindproducten die het bedrijf levert zijn o.a.: krimpfolie, handtassen, vuilniszakken en bedrukte zakken voor allerlei levensmiddelen. Het bedrijf exporteert naar diverse landen in het Caraibisch gebied.
Het bedrijf werd op 22 april 1970 opgericht en was toen gevestigd aan de Keizerstraat 203 in Paramaribo. Op 10 november 1981 werd de rechtsvorm van het bedrijf gewijzigd naar een naamloze vennootschap en werd de naam gewijzigd naar Surinam Plastics Manufacturing N.V. In mei 1992 ging het bedrijf over naar een andere eigenaar en vier jaar later werd de productiecapaciteit uitgebreid met een printfaciliteit om plastic rollen flexografisch te kunnen bedrukken. In februari 2004 verhuisde de fabriek naar een grotere vestiging aan de Nieuwe Charlesburgweg 85 in Paramaribo. Ook hier werd de productie verder uitgebreid met een recyclingfaciliteit.
In maart 2020, tijdens de coronacrisis in Suriname, startte het bedrijf samen met Staatsolie Maatschappij Suriname en Fernandes Concern Beheer het VSB Covid-19 Support Fonds dat onder het beheer van de Vereniging Surinaams Bedrijfsleven (VSB) werd geplaatst. De bedrijven brachten initieel 170.000 euro bijeen voor de ondersteuning van de Surinaamse gezondheidssector. Het fonds werd hierna ook door McDonald's en een groot aantal andere Surinaamse bedrijven gesteund en werd voor meer dan een miljoen euro gevuld.